# Chokhamela

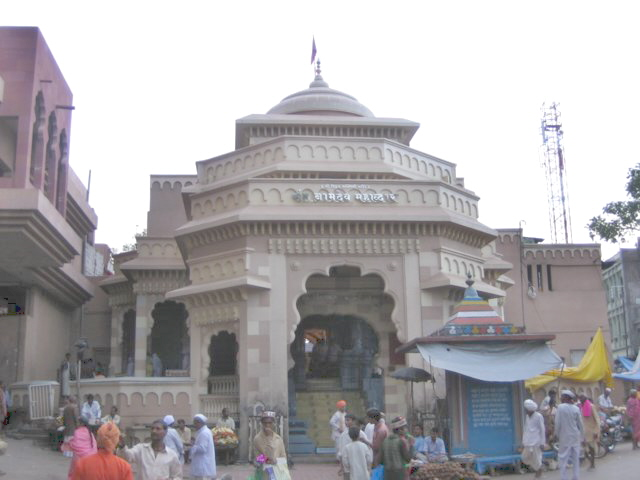
Der Haupteingang des Vithoba-Tempels in Pandharpur. Die kleine blaue Tür im Vordergrund ist Chokhamelas Gedenkstätte (samadhi).

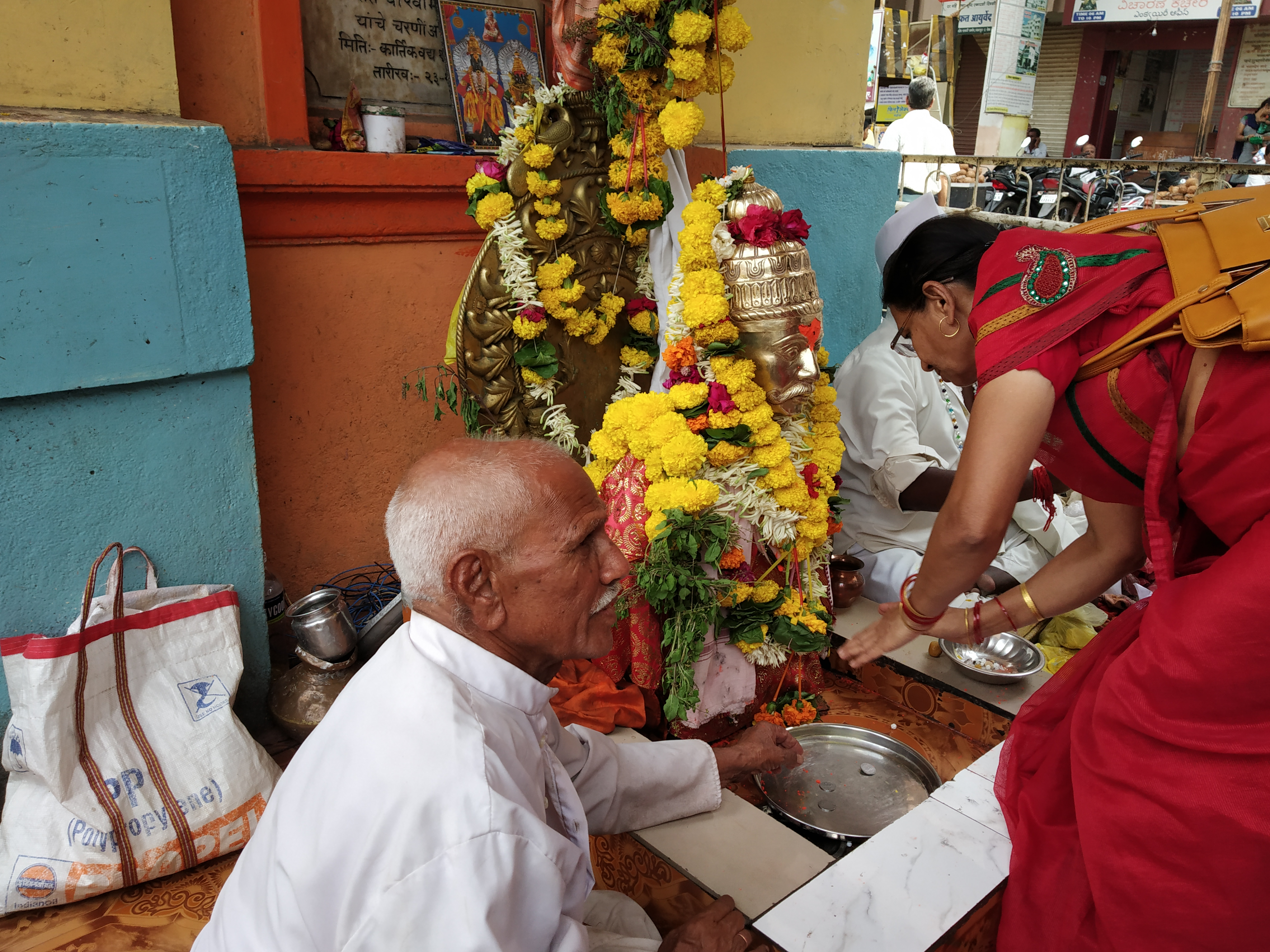
Geschmückte Chokhamela-Statue in Pandharpur

Chokhamela war ein hinduistischer Heiliger aus Maharashtra, Indien. Er wurde im 14. Jahrhundert in Mehuna Raja geboren, einem Dorf im Taluk Deulgaon Raja des Distrikts Buldhana. Später lebte er in Mangalvedha in Maharashtra. Chokhamela gehörte der untersten Mahar-Kaste an und war somit der erste Dichter niedriger Kasten in Indien. Er schrieb viele Abhangas. Eines seiner bekannten Abhangas ist „Abir Gulal Udhlit Rang“. Chokhamela zu Ehren findet jährlich das „Chokhamela Festival“ in Deulgaon Raja statt, das der Sozialaktivist Arvind Prabhakar Kayande ins Leben gerufen hat.

## Leben und Familie
Als Chokamela im 14. Jahrhundert geboren wurde, war das Kastensystem in Maharashtra noch streng und tief verwurzelt. Er gehörte der niedrigsten Kaste, den sogenannten „Unberührbaren“ an und wuchs in Magalwedha auf, wo er mit seiner Familie in tiefer Hingabe zu Vithoba lebte. Mit seiner Frau Soyarabhai, seiner Schwester Nirmala und deren Ehemann Bamka beschloss Chokhamela, nach Pandharpur zu ziehen und sich dort niederzulassen. Obwohl sie tiefe Verehrer von Vitthala waren, war es ihnen aufgrund ihrer niederen Kaste verboten, den Tempel zu betreten.
Chokhamelas Beruf war es, die Straßen zu reinigen und tote Tiere zu entfernen und täglich die Gassen vor dem Tempel zu fegen. Eines Tages kam eine Gruppe von Pilgern durch die Straßen. Sie sangen und tanzten, und Chokhamela stimmte so ergriffen mit ein, dass er vergaß, dass er den Tempel nicht betreten durfte. Darauf wurde er von den Priestern aus dem Tempel geworfen und heftig verprügelt. Dies hatte zur Folge, dass Chokhamela nie wieder in den Tempel ging und sich in der Nähe des Tempels auf der anderen Seite des Flusses Chandrabhaga eine Hütte baute.
Chokhamela verehrte Vitthala jeden Tag mit Hingabe und errichtete in seinem Garten einen kleinen Tempel. Chokhamela verbrachte viel Zeit mit den Heiligen seiner Zeit und wurde Schüler von Namdev. Mit Namdev und Dnyaneshwar unternahm er eine Pilgerreise nach Nordindien.
Später musste Chokhamela in Mangalwedha mit anderen „Unberührbaren“ am Bau einer Mauer arbeiten, die die oberen Kasten von den unteren trennen sollte. Doch bei den Arbeiten kam es zu einem Unglück. Die Mauer stürzte ein und begrub mehrere Arbeiter, darunter auch Chokhamela, unter sich. Sie wurden schwer verletzt und starben. Es dauerte Tage, bis die Leichname geborgen werden konnten, und niemand konnte erkennen, welcher Körper Chokhamelas war. Da sagte Namdev: „Die Knochen, die ,Vitthala, Vitthala, Vitthala' chanten, sind die Knochen von Chokha“. Und so war es. Chokhamelas Knochen wurden schließlich unter dem Haupttor des Panduranga-Tempels beigesetzt. Seine Abhangas sind bis heute kostbare Zeugnisse der Liebe und Demut.

## Bücher
- On the Threshold: Songs of Chokhamela, übersetzt aus dem Marathi von Rohini Mokashi-Punekar.
- B. R. Ambedkar widmete sein Buch The Untouchables: Wer sind sie und warum wurden sie zu Unberührbaren dem Andenken an Chokhamela, Nandanar und Ravidas.
- Einhundert Gedichte von Chokha Mela, übersetzt aus dem Marathi von Chandrakant Kaluram Mhatre. ISBN 978-93-5212-597-5.
- The Courtesan, the Mahatma and the Italian Brahmin: Tales from Indian History von Manu S. Pillai